# Almancil
Almancil oder Almansil ist eine portugiesische Gemeinde (Freguesia) und Kleinstadt (Vila) im Kreis (Concelho) von Loulé.

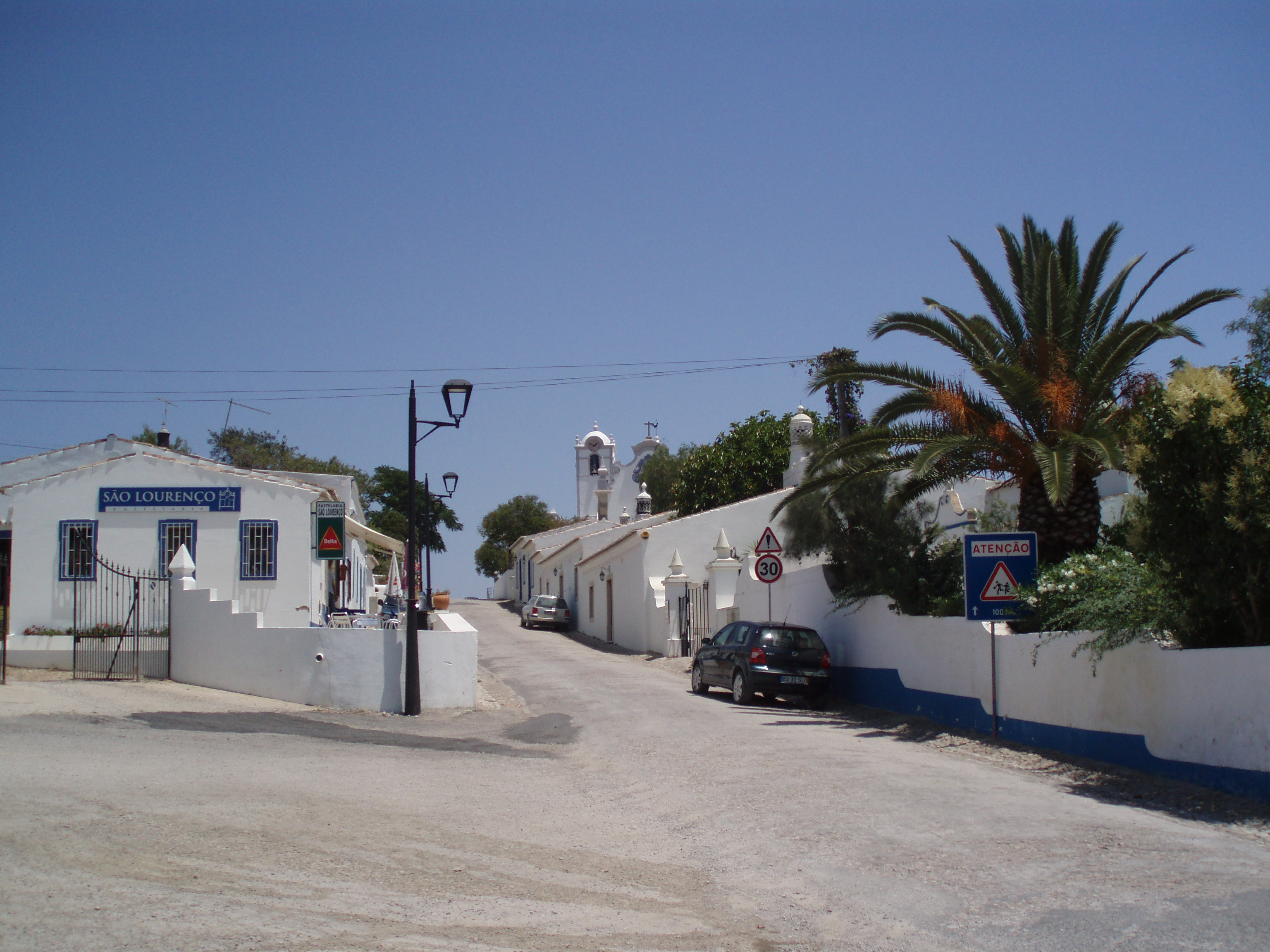
Straße in Almancil

## Geschichte
Die frühesten Funde menschlicher Anwesenheit im Gemeindegebiet stammen aus der Altsteinzeit. Die Ursprünge des heutigen Ortes liegen in der Zeit der Mauren. Der Ort verdankt seinen aus dem Arabischen stammenden Namen diesem Umstand.
Die eigenständige Gemeinde Almancil wurde 1836 geschaffen. 1987 wurde sie zur Kleinstadt (Vila) erhoben.

## Kultur und Sehenswürdigkeiten
Die Stadt liegt wenige Kilometer westlich von Faro im sogenannten Goldenen Dreieck der Algarve. Hier liegen die exklusiven Golf- und Ferienresorts Quinta do Lago und Vale do Lobo mit zahlreichen erstklassigen Golfplätzen. Die umgebende Landschaft ist geprägt von den westlichen Ausläufern des Naturreservates Parque Natural da Ria Formosa. Die langen Sandstrände sind durch ausgedehnte Dünen von der dahinter liegenden Lagune getrennt. 

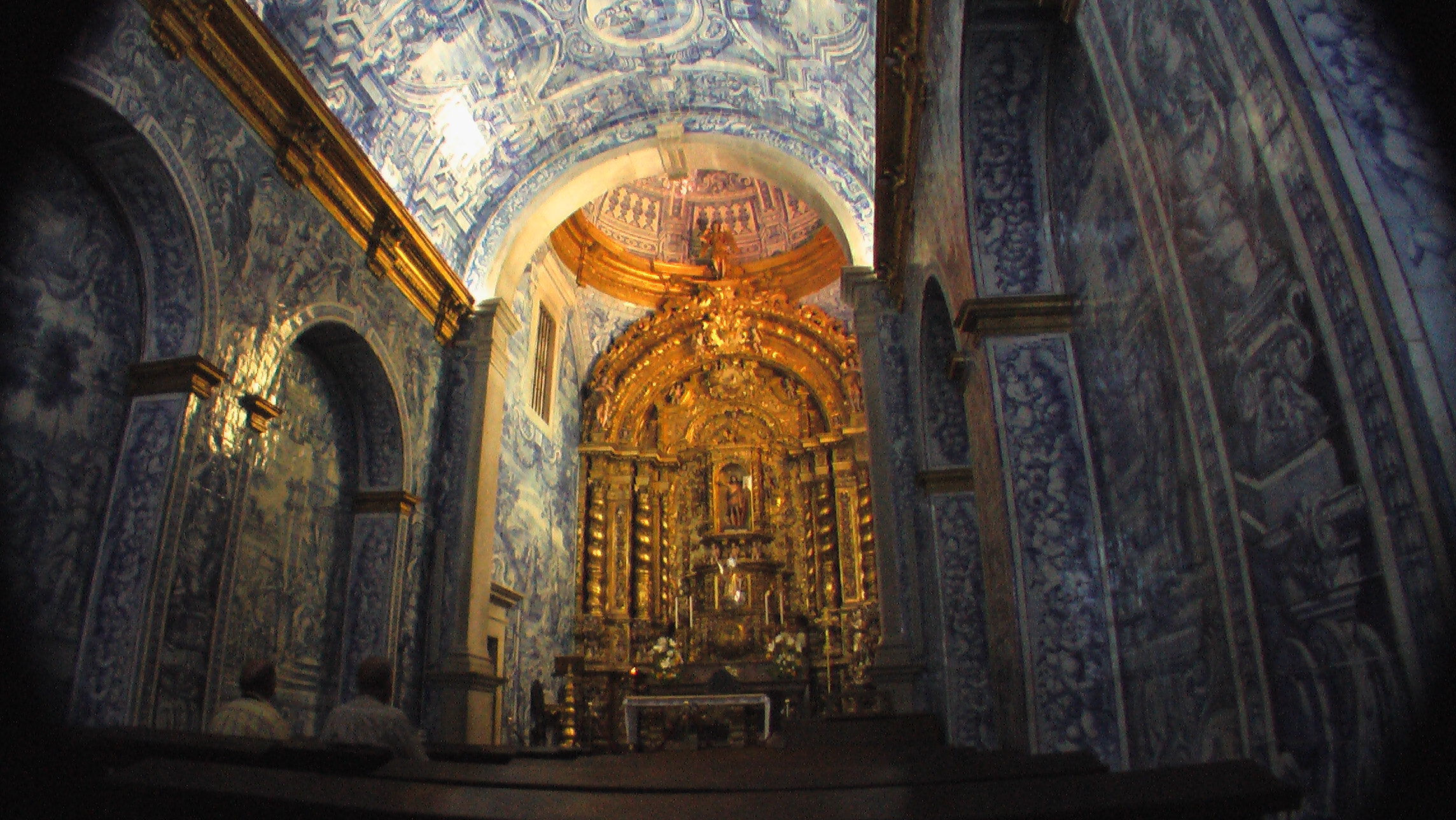
Das Innere der Kirche Igreja de São Lourenço

Sehenswert ist die Kirche Igreja de São Lourenço am Ortsausgang von Almancil, deren Innenraum komplett mit Motiven aus blau-weißen Kacheln (Azulejos) dekoriert ist. Daneben liegt das Centro Cultural de São Lourenço mit wechselnden Ausstellungen moderner bildender Kunst und Auftritten prominenter zeitgenössischer Künstler.

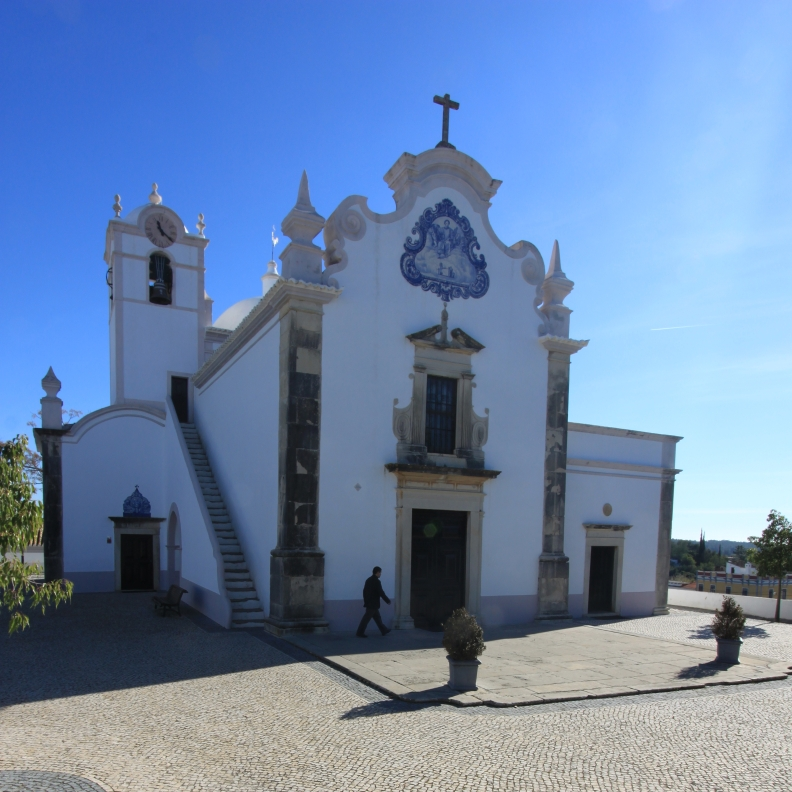
Die Igreja de São Lourenço am Ortsausgang von Almancil